# Dicastribates heterotrichus
Dicastribates heterotrichus är en kvalsterart som först beskrevs av Sandór Mahunka 1984.  Dicastribates heterotrichus ingår i släktet Dicastribates och familjen Hermanniellidae. Inga underarter finns listade i Catalogue of Life.